# Empis ardesiaca
Empis ardesiaca is een vliegensoort uit de familie van de dansvliegen (Empididae). De wetenschappelijke naam van de soort is voor het eerst geldig gepubliceerd in 1822 door Wiedemann in Meigen.